# Aedes thelcter
Aedes thelcter é um espécie de mosquito do Género Aedes, pertencente à família Culicidae.